# Шохово (село)
Шохово — село в Можайском районе Московской области в составе Юрловского сельского поселения. Численность постоянного населения по Всероссийской переписи 2010 года — 14 человек. 

## География
Деревня расположена в южной части района, у границы с Калужской областью, на левом берегу реки Берега (приток Протвы), примерно в 30 км к юго-западу от Можайска, высота центра над уровнем моря 205 м. Ближайшие населённые пункты — Губино на западе, Дурнево на востоке и Цезарево на северо-востоке.

## История
До 2006 года Шохово входило в состав Юрловского сельского округа.
Постановлением Губернатора Московской области от 21 февраля 2019 года № 76-ПГ категория населённого пункта изменена с «деревня» на «село».